# Nerojen
Nerojen (izviren angleški naslov: Unborn) je ameriška nadnaravna grozljivka iz leta 2009, delo filmskega režiserja in scenarista Davida S. Goyerja. V filmu igra Odette Yustman, ki postane tarča demona, imenovanega dibuk, zato poišče pomoč pri rabinu (Gary Oldman). Dibuk poskuša z njeno smrtjo priti do fizične podobe. Film je produciral Michael Bay, v ameriške kinematografe pa ga je izdal distributer Rogue Pictures 9. januarja 2009.

## Vsebina
Casey Beldon ima moreče privide, v katerih videva čudne pse v soseski in zlobnega otroka s svetlo modrimi očmi, ki ji sledi naokoli. Ko pazi na sosedovega sina Mattya, ga najde, kako svoji novorojeni sestri kaže njen odsev v ogledalu. Matty jo napade, ji razbije ogledalo na glavi in ji pove, da se »Jumby želi ponovno roditi«. Nato ga Casey spravi nazaj v posteljo in šokirana odide.
Caseyina prijateljica Romy ji pove, da v ljudskem slovstvu velja, da novorojenček ne bi smel videti svojega odseva do prvega leta, saj bo v nasprotnem primeru kmalu umrl. Caseyine oči začenjajo spreminjati barvo, zato jo zdravnik vpraša, če je dvojčica, saj trpi za nekakšno dedno heterokromijo, da pa je to povsem normalno. Sosedov novorojenček kasneje umre, kot napoveduje izročilo.
Caseyin oče prizna, da bi Casey morala imeti brata dvojčka, vendar ga je med porodom zadavila njena popkovina. S Caseyino mamo sta ga poimenovala Jumby. Casey začne sumiti, da je to duh, ki jo zasleduje, in da se hoče duša njenega nerojenega brata ponovno roditi v svet živih kot zlo. 
Casey spozna Sofi Kozma – za katero kasneje izve, da je njena babica – ki ji razloži, da je imela brata dvojčka med drugo svetovno vojno, na katerem je Josef Mengele v Auschwitzu izvajal poskuse. Zlobni duh dibuk je ponovno oživel njenega brata in ga uporabil kot portal v svet živih. Kozma je ubila svojega dvojčka, zato se dibuk vrača v njihovo družino po maščevanje, zaradi katerega je Caseyina mama znorela in se ubila. 
Kozma podari Casey hasma amulet za njeno zaščito; naroči ji, naj uniči vsa ogledala in zažge njihove koščke; priporoča ji rabina Josepha Sendaka, ki lahko izvede judovsko izganjanje hudiča, da bi tako izgnal dibuka iz njene duše. Sendak Casey ne verjame, dokler ne vidi psa z navzdol obrnjeno glavo v svoji sinagogi. Dybbuk ubije Kozmo in Romy. Casey in njen fant Mark – s katerim sta oba videla duha, ko je ubil Romy – se zavesta, da dibuk postaja močnejši.
Sendak, Mark, angelikanski duhovnik Arthur Wyndham in ostali prostvoljci začnejo z izganjanjem, toda dibuk jih napade in jih nekaj ubije ali rani. Duh obsede duhovnika, ki začne loviti Casey in Marka. Mark onesposobi Wyndhama, vendar ga duh obsede. Casey zabode Marka z amuletom, nato pa prihiti Sendak in z Casey dokončata izganjanje. Obred izžene dibuka iz človeškega sveta, toda Mark pade iz nadstropja in umre.
Casey se začne spraševati, zakaj je dibuk postal aktiven šele zdaj in je ni napadel že prej. Nato izve, da je z Markom noseča z dvojčki.

## Igralci
- Odette Yustman kot Casey Beldon: mlada ženska, ki postane paranoična, potem ko postane središče različnih nadnaravnih in čudnih dogodkov; barva oči, prividi, sanje in videnja čudnih stvari. Casey kasneje izve, da je imela brata dvojčka, ki je umrl preden se je rodil, ter da se ji to vse dogaja zato, ker jo dibuk (duh, ki je ujet med svetovi) vidi kot vhod, da bi se lahko vrnil nazaj na svet.
- Meagan Good kot Romy Marshall: Caseyina vraževerna in zvesta najboljša prijateljica. Romy napade dibuk, da bi tako oslabil Casey.
- Gary Oldman kot rabin Joseph Sendak: rabin, ki prepriča Casey, da bi ustavili duha.
- Cam Gigandet kot Mark Hardigan: Caseyin skepričen vendar podporen fant. Dvomi v vse nadnaravne dogodke, vendar je kasneje Casey v veliko pomoč.
- James Remar kot Gordon Beldon: Caseyin oče.
- Jane Alexander kot Sofi Kozma: preživela iz nacističnega kocentracijskega taborišča v Auschwitzu, ki je Janetina biološka mama in tako Caseyina babica. Ker je dibuk okrog leta 1940 nadlegoval tudi njo, postane vešča kako se izogniti duhu in tako začne voditi Casey.
- Idris Elba kot Arthur Wyndham: duhovnik, ki sodeluje pri Caseyinem eksorcizmu.
- Carla Gugino kot Janet Beldon: Caseyina mama, ki je bila klinično depresivna in je naredila samomor, ko je bila Casey še majhna deklica. Janet je naredila samomor potem, ko je postala žrtev dibuka, da bi se lahko vrnil na ta svet, vendar so bili duševni učinki nanjo prehudi.
- Atticus Shaffer kot Matty Newton: deček pri sosedih, kateremu je Casey varuška in se začne čudno vesti.
- Ethan Cutkosky kot Barto: Sofijin brat dvojček, ki je umrl v Auschwitzu med nacističnimi eksperimenti z dvojčki. Dibuk je v njem videl priložnost, da bi se vrnil na ta svet, zato ga je oživel in se tako vrnil. Da bi ga ustavila, je Sofi ubila Barta ter tako premagala duha. Dibuk se nato skozi film prikazuje kot Barto, z duhom katerega se je združil.
- Rhys Coiro kot g. Shields: Caseyin profesor na kolidžu.
- Michael Sassone kot Eli Walker: Starec v domu za ostarele, kjer živi Sofi.
- Rachel Brosnahan kot Lisa: Caseyina in Markova prijateljica.